# David Breger
David Breger est un dessinateur et scénariste de comics américain né le 15 avril 1908 à Chicago et décédé le 16 janvier 1970. Il est surtout connu pour avoir créé le comic strip G.I Joe (qui n'a aucun rapport avec la série de jouets G.I. Joe) et Private Breger devenu après guerre Mister Breger.